# 斯洛伐克黨
斯洛伐克党，前称普通人与独立人格，簡稱為普通人（Obyčajní Ľudia），是斯洛伐克保守主義政黨，现任黨魁為斯洛伐克前总理伊戈尔·马托维奇（Igor Matovič）。
該黨在2010年斯洛伐克議會選舉中推薦四位參選人進入自由與團結黨選舉名單並全數當選，與自由與團結黨在議會中達成合作協議。2010年6月與7月，傳聞普通人黨將拒絕支持包括自由與團結黨在內的中間偏右執政聯盟。
2010年8月，馬托維奇表示現在不是成為獨立政黨的時機。 然而在2011年10月28日，普通人黨正式登記，馬托維奇宣布該黨將參加下屆選舉，與獨立人士和公民保守黨、斯洛伐克保守民主黨（Conservative Democrats of Slovakia）推出選舉名單。
在2020年斯洛伐克国民议会选举中，该党受扬·库恰克谋杀案的影响成为国会第一大党，领袖伊戈尔·马托维奇出任总理，唯因采购俄罗斯COVID-19疫苗弊案下台，而由同党的爱德华·黑格尔接任，后又在2023年选举中不敌方向—社会民主党而下野，现为斯洛伐克的主要反对党之一。

## 選舉表現

### 國民議會
| 年   | 得票    | 得票率（%） | 席次     | 名次 |
| ---- | ------- | ----------- | -------- | ---- |
| 2012 | 218,537 | 8.55        | 16 / 150 | 第3  |
| 2016 | 287,611 | 11.03       | 19 / 150 | 第3  |
| 2020 | 721,166 | 25.03       | 53 / 150 | 第1  |
| 2023 | 264,137 | 8.9         | 14 / 150 | 第4  |

### 歐洲議會
| 年   | 得票   | 得票率（%） | 席次   | 名次 |
| ---- | ------ | ----------- | ------ | ---- |
| 2014 | 41,829 | 7.46        | 1 / 13 | 第4  |
| 2019 | 51,834 | 5.25        | 1 / 14 | 第6  |